# Крутова, Евгения Сергеевна
Крутова Евгения Сергеевна (24 декабря 1920, Труёвая Маза, Саратовская губерния — 1 августа 1943, у села Русское, Краснодарский край) — советская военная лётчица; командир звена 46-го гвардейского ночного бомбардировочного авиационного полка 325-й ночной бомбардировочной авиационной дивизии 4-й воздушной армии 2-го Белорусского фронта, гвардии младший лейтенант.

## Биография

### Происхождение
Родилась 24 декабря 1920 года в деревне Труёвая Маза Вольского уезда Саратовской губернии в семье крестьянина Крутова Сергея Ивановича. В семье была четвёртой дочерью. После неё родилось ещё двое детей, а старшие умерли.
В деревне с семи лет стала ходить в школу, там она закончила два класса. В 1930 году отец со всей семьей выехал на строительство в город Саратов. В Саратове Женя закончила третий класс. К этому времени отец получил направление на стройку в Оренбургскую область на станцию Донгуз. Школы на стройке не было и Женя ходила в совхозную школу ежедневно за четыре километра по открытой степи. Здесь она поступила в пионеры.
В 1933 году Женя закончила совхозную пятилетнюю школу. Шестой класс она училась в городе Оренбурге, где для неё сняли комнату. В 1934 году умер отец, и мать Жени с всей семьей переехала в город Чебоксары.

### Жизнь и учёба в Чебоксарах
Женя проучилась ещё два года в школе № 6 города Чебоксар (в здании на улице Ленинградской, 22). Здесь она вступила в комсомол. Закончив восьмой класс, она решила оставить школу, так как мать на свой небольшой заработок не могла учить всех троих детей. В 1937 году Женя поступила на курсы стенографии и машинописи.
В Чебоксарах был аэроклуб, где курсантами принимали и девушек. Продолжая учёбу на курсах стенографии, она начала заниматься и в аэроклубе имени Героя Советского Союза А. Ляпидевского. Преподаватель аэроклуба Пётр Шипунов рассказывал: «Женя Крутова поступила в аэроклуб в 1936 году. <…> Днем летали, вечером изучали теорию. Женя особенно запомнилась мне. Она обычно сидела за первой партой, с жадностью ловила каждое слово преподавателя. <…> Она беззаветно любила небо, была смелой, решительной. С утра до позднего вечера находилась она на летном поле — летала сама, учила летать других. И так до самой войны».
Как одну из лучших, Женю Крутову в 1938 году направили на учёбу в Коктебельскую школу летчиков-инструкторов. Через год вновь возвращается в Чебоксары уже инструктором-летчиком в аэроклуб, Женя обучила 21 курсанта.

### Участие в Великой Отечественной войне
В Великой Отечественной войне Женя Крутова участвовала с мая 1942 года в составе 588-го ночного легкобомбардировочного авиационного полка на Южном, Закавказском и Северо-Кавказском фронтах.
Однополчанка Тамара Панькова рассказывала: «В разных переплетах бывала Крутова. Немногие летчицы могли сравниться с ней в мастерстве пилотирования и бомбометания. За образцовое выполнение очередного задания ее наградили орденом Красной Звезды. […] Люди тянулись к ней, как к огоньку. Когда наш полк удостоился гвардейского звания, обнимая девчат, Женя шутила: „Разве мы похожи на гвардейцев? У гвардейцев усищи, чубы и шпоры…“»
С мая 1943 года полк базировался на станице Ивановская. Оттуда в ночь с 31 июля на 1 августа и вылетел на боевое задание в составе эскадрильи Татьяны Макаровой экипаж Крутовой—Саликовой.
Погибла в ночь с 31 июля на 1 августа 1943 года во время выполнения боевого задания. 1 августа 1943 года были сбиты и заживо сгорели в самолете командир экипажа двадцатидвухлетняя Женя и её штурман Елена Саликова. Похоронена в братской могиле в селе Русское.
В злополучную ночь на 1 августа противник впервые применил новую тактику. Мы ничего не знали об этом, и экипажи вылетели на боевое задание с обычным интервалом в три — пять минут. Эскадрилья лейтенанта Татьяны Макаровой поднялась первой… 
…Уже на подходе к цели мне бросилась в глаза странная работа вражеских прожекторов: они то включались, то выключались, а зенитного огня почему-то не было. Тишина становилась зловещей. Казалось, она сгущается, как сгущалась тьма непроглядной ночи.
«Может, первые экипажи ещё не дошли до цели?» — подумала я. Но тут впереди, прямо по курсу, в лучах прожекторов показался У-2. Судя по времени; это был самолёт командира звена Евгении Крутовой. Её экипаж вылетел третьим. Штурман Лена Саликова сбросила САБ. Яркий факел повис в воздухе на маленьком парашюте и осветил местность. Стало светло. Мгновенно один за другим; включились прожекторы противника и стали шарить по небу. Один из них, самый яркий и широкий, схватил машину Жени Крутовой, остальные прожекторы присоединились к нему. Мы ждали, что вот-вот, как обычно, заговорят зенитки. Но они упорно молчали. Маленький самолёт метался в лучах прожекторов. Женя Крутова, отличный лётчик, пыталась вырваться из цепких щупалец, но лучи упорно держали машину. И вдруг гнетущую тишину разорвали очереди скорострельных авиационных пушек. К самолёту Крутовой откуда-то из темноты протянулись светящиеся цепочки снарядов. Подлетевший вплотную фашистский истребитель хладнокровно бил короткими очередями, в упор расстреливая беспомощный У-2.
Это и была новая тактика врага. Жертвами её стали наши подруги, вылетевшие первыми на задание. Ценой своей жизни они дали возможность тем, кто летел следом, принять за несколько драгоценных минут срочные контрмеры.

Загорелась правая плоскость машины Жени Крутовой — самолёт начал быстро падать. Но, даже падая, Женя все ещё вела борьбу. Ей удалось сбить пламя и ввести самолёт в скольжение. Однако огонь подбирался все ближе к мотору. Перед самой землёй из штурманской кабины вылетела красная ракета. В ту же минуту У-2 огромным пылающим факелом врезался в землю… 
…Вражеские прожекторы погасли. Только самолёт Жени Крутовой и Лены Саликовой ярко полыхал на земле… (Чечнева М. П. «Небо остаётся нашим»)

## Поиски места гибели и перезахоронение
Долгое время о судьбе девушек точно ничего не знали. Лишь после войны комиссару полка Евдокие Рачкевич удалось найти свидетельницу того ночного боя. Ею оказалась Надежда Герасимовна Кузнецова, которая в детстве жила на Кубани. Она рассказала, что видела как горел упавший самолёт; спустя некоторое время они с сестрой пробрались к месту катастрофы.
Самолёт был сильно исковеркан. Рядом лежали две мёртвые девушки в летных комбинезонах. Одна высокая, широкая в плечах, черноволосая. Другая — небольшая, хрупкая, блондинка. Шлемы и ремни с пистолетами были с них уже сняты, вероятно гитлеровцами.
Надя прокралась в полусгоревшее село. Вернулась с лопатой и куском материи. Девочки перенесли летчиц в неглубокий окоп, который был поблизости, накрыли им лица и быстро закопали…

Когда Евдокия Яковлевна разложила на столе фотографии летчиц и штурманов, погибших в ту ночь, Надежда Герасимовна Кузнецова без колебаний указала на снимок Жени Крутовой и сказала, что это одна из двух девушек, которых она с сестрой схоронила в поле за селом. (М. Чечнева)
Позже останки лётчиц были перезахоронены в братской могиле на площади в селе Русское.

## Награды
- Орден Отечественной войны II степени (1943, посмертно)[5]
- Орден Красной Звезды[6].

## Память

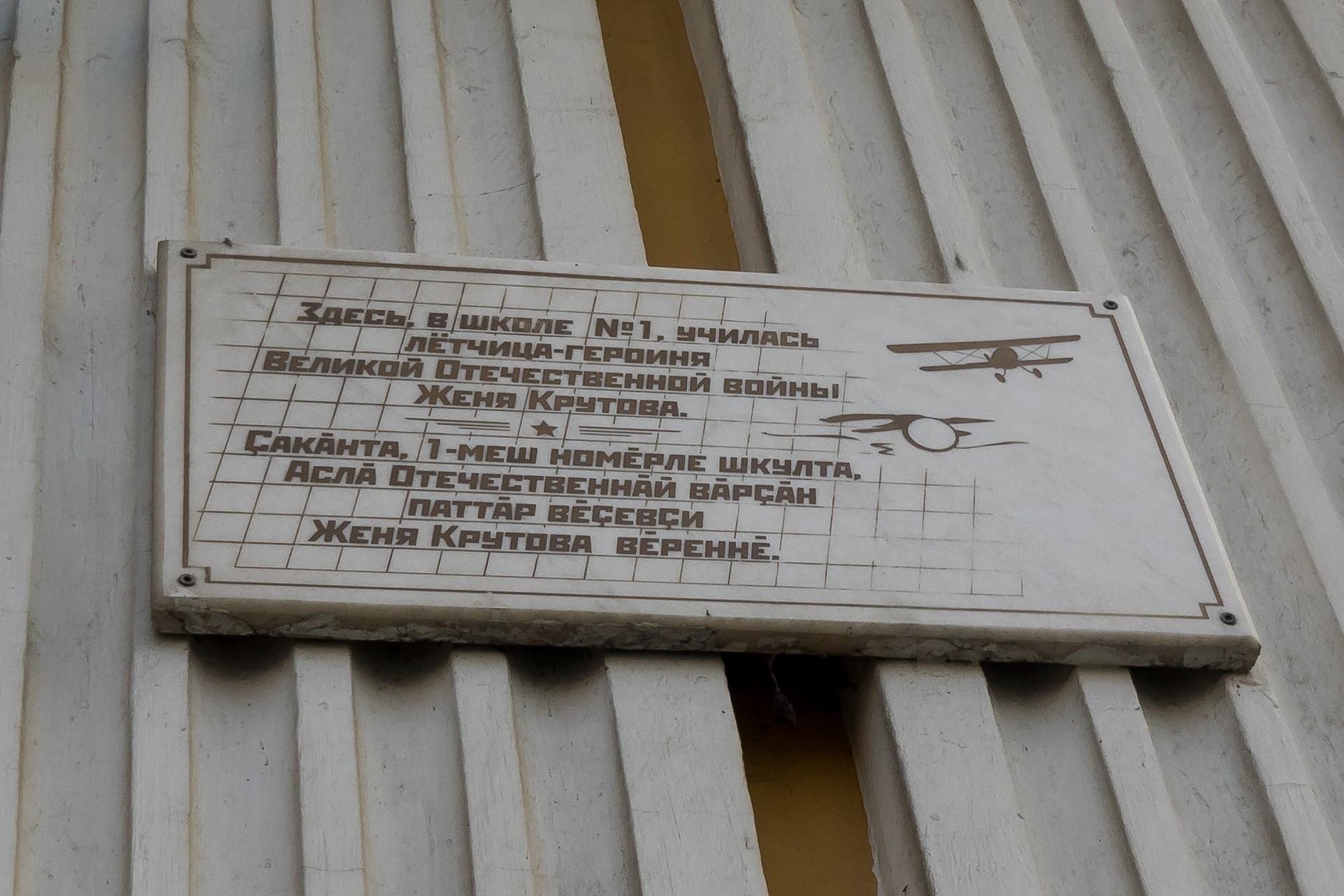
Памятная доска с именем Жени Крутовой

- 30 января 1964 года в Новочебоксарске Чувашской АССР в честь лётчицы названа улица; на стене дома № 10 по улице Ж. Крутовой установлена мраморная мемориальная плита.
- В Чебоксарах на стене здания, где располагалась школа № 6 (ул. Ленинградская, 22), имеется памятная доска с именем Жени Крутовой (на табличке ошибочно указана школа № 1, которая расположилась в этом здании позже);
- Улица, названная в честь Жени Крутовой, имеется в селе Русское Крымского района Краснодарского края.
- Женя Крутова — героиня художественно-документальной повести «От заката до рассвета».